# ピエーズ
ピエーズ（pièze, 記号:pz）は、MTS単位系（メートル・トン・秒単位系）における圧力の単位である。フランスで構築された単位で、ソビエト連邦で1933年から1955年まで使われていた。
1ピエーズは、面積1平方メートル(m2)あたり1ステーヌ (sn = 1000 N) の力が作用する圧力と定義される。国際単位系の単位では1000パスカル(Pa)となる。
1 pz は以下に等しい。
- 1 sn/m²
- 1 t/(m·s2)
- 1000 kg/(m·s2)
- 1000 Pa
- 1 kPa
- 0.01 bar